# SN 2006fu
SN 2006fu – supernowa typu Ia odkryta 28 sierpnia 2006 roku w galaktyce A235108-0044. W momencie odkrycia miała maksymalną jasność 20,80m.